# День подяки (фільм, 2023)
«День подяки» — американський слешер 2023 року режисера Елая Рота за сценарієм Джеффа Ренделла, заснований на історії пари, які продюсували разом з Роджером Бірнбаумом. Заснований на однойменному вигаданому трейлері Рота з Grindhouse (2007), це третя повнометражна адаптація вигаданого трейлера Grindhouse після Роберта Родрігеса « Мачете» (2010) і Джейсона Айзенера «Бродяга з дробовиком» (2011). У фільмі зіграли Патрік Демпсі, Еддісон Рей, Майло Манхейм, Джейлен Томас Брукс, Нелл Верлак, Рік Хоффман і Джина Гершон. Він розповідає про невелике містечко Массачусетс, яке тероризує вбивця в масці Джона Карвера під час свята Дня подяки.
TriStar Pictures через Sony Pictures Releasing 17 листопада 2023 року випустила фільм «День подяки» в кінотеатрах США. Фільм отримав загалом позитивні відгуки критиків і зібрав 46 мільйонів доларів у всьому світі. Розробляється продовження, реліз запланований на 2025 рік.

## Сюжет
На День подяки в Плімуті, штат Массачусетс, натовп збирається біля місцевого супермаркету RightMart, готуючись до розпродажу Чорної п’ятниці. Джессіка Райт, батько якої Томас є власником магазину, рано впускає своїх друзів Габі, Боббі, Евана, Скубу та Юлію. Натовп помічає їх і шалено вривається в магазин. У хаосі, що виник, Аманда Коллінз, дружина співробітника RightMart Мітча, охоронець і клієнт гинуть, а Боббі розтрощено руку під час бунту, і він тікає.
Наступного року RightMart починає підготовку до чергового розпродажу Чорної п’ятниці. Коли Боббі повертається до Плімута, офіціантку на ім'я Ліззі вбиває фігура в масці Джона Карвера. Участь Ліззі в інциденті RightMart змушує поліцію вважати, що причетні стали мішенню.
Нападник, якого зараз доречно називають «Джон Карвер», позначає Джесіку та її друзів у жахливих публікаціях у соціальних мережах. Джессіка позичає кадри камери з інциденту RightMart шерифу міста Еріку Ньюлону. Карвер вбиває ще кількох мешканців, які беруть участь у бунті, включаючи студентів Лонні та Емі та охоронця Менні. Невдовзі Евана та Ґабі викрадають, а на Юлію нападають у її будинку. Джессіка та Скуба добираються туди, але не можуть перешкодити Карверу випотрошити Юлію пилкою. Поліція намагається виманити Карвера, запросивши сім'ю Райт на парад до Дня подяки. Карвер під іншою маскою обезголовлює талісман і запускає димові шашки, викликаючи хаос, у якому він може викрасти Джесіку, її мачуху Кетлін, Томаса та Скубу.
Кетлін готують і варять живцем у схованці Карвера. Її труп подають як «індичку» до столу, де сидять трупи заручників і жертв. Потім Карвер забиває Евана до смерті в прямому ефірі на очах у інших. Джессіка та Скуба тікають з-за столу, а Карвер женеться за Джесікою через ліс. Потім вона натрапляє на Ньюлона, який лежить на тротуарі, і слідує за ознаками руху до будівлі, де зберігаються матеріали для параду. Вона бачить Боббі в костюмі Карвера, але Ньюлон приєднується до неї та каже їй вийти на вулицю. Лунають постріли, але Боббі не знаходять.
Поліція повідомляє Джессіці, що її друзі та батько в безпеці. В офісі Ньюлона Джессіка помічає те саме сміття з лісу, яке прилипло до її одягу, а також прилипло до краю штанів Ньюлона, показуючи, що він є вбивцею. Ньюлон розкриває свій мотив вбивств – після того, як дружина покинула його, він зустрів Аманду, і у них був роман, в результаті чого вона завагітніла його дитиною, і вона планувала розлучитися з Мітчем, щоб бути з ним. Коли Аманду вбили під час інциденту RightMart, Ньюлон не лише втратив кохання всього свого життя, але й свою ненароджену дитину. Ньюлон почав нападати на тих, кого він вважав відповідальними за бунт, оскільки їхня недбалість і насильство спричинили смерть Аманди разом із смертю його дитини. Ньюлон викрав Боббі та одягнув його в костюм Карвера, щоб підставити його. Нажаханий Ньюлон розуміє, що Джессіка транслювала його зізнання, викриваючи його вбивцею. Він нападає на неї, але Боббі втручається.
Розлючений Ньюлон знову нападає, маючи намір убити Джесіку за те, що вона зруйнувала його плани та життя. Джессіка заряджає мушкет за допомогою браслета своєї матері, а потім збиває повітряну кульку, прикріплену до бака з газом, викликаючи вибух, який поглинає Ньюлона. Вона возз’єднується з Габі та Скубою, а Боббі везуть до лікарні. Влада не може знайти тіло Ньюлона. Джессіці сниться кошмар, у якому на неї нападає палаючий Ньюлон.

## Акторський склад
- Patrick Dempsey as Sheriff Eric Newlon
- Nell Verlaque as Jessica
- Addison Rae as Gaby
- Jalen Thomas Brooks as Bobby
- Milo Manheim as Ryan
- Tomaso Sanelli as Evan
- Gabriel Davenport as Scuba
- Jenna Warren as Yulia
- Ty Victor Olsson as Mitch Collins
- Tim Dillon as Manny
- Russell Yuen as Detective Peter Chu
- Karen Cliche as Kathleen
- Derek McGrath as Mayor Cantin
- Joe Delfin as McCarty
- Jeff Teravainen as Deputy Bret Labelle
- Rick Hoffman as Thomas Wright
- Gina Gershon as Amanda Collins

Крім того, Джордан Пул грає Джейкоба, Міка Амонсен — Лонні, Шейлін Гріффін — Емі, Аманда Баркер — Ліззі, Кріс Сендіфорд — Дага, а Лінн Гріффін — бабусю. Адам Макдональд озвучує Джона Карвера.

## Виробництво
Після того як режисер Елі Рот створив фальшивий трейлер фільму «День подяки» для фільму «Гріндхаус» (2007), почалися плани повнометражної адаптації.  У 2010 році Рот сказав CinemaBlend, що він пише сценарій разом з Джеффом Ренделлом і сподівається завершити його, коли закінчить роботу над фільмом «Останній екзорцизм» (2010).  У серпні 2012 року Джон Воттс і Крістофер Д. Форд мали намір написати сценарій разом з Ротом і Ренделлом після того, як вони закінчили роботу над «Клоуном», спродюсованим Ротом (2014).  У червні 2016 року Рот повідомив на Reddit, що сценарій все ще потребує роботи, щоб фільм відповідав трейлеру. 
У січні 2023 року видання Deadline Hollywood повідомило, що виробництвом фільму займається Spyglass Media Group. Рот залишив фільм «Прикордоння» (2024), передавши додаткову фотографію Тімові Міллеру, щоб поставити фільм.  Наступного місяця до акторського складу приєдналися Патрік Демпсі та Аддісон Рей.   Також у фільмі взяли участь Джейлен Томас Брукс, Нелл Верлак і Майло Мангейм .   У березні 2023 року до акторського складу приєдналися Рік Хоффман, Джина Гершон, Тім Діллон, Габріель Девенпорт, Томазо Санеллі та Дженна Воррен.  Основні зйомки відбулися в Торонто та Гамільтоні, Онтаріо, з 13 березня по 5 травня 2023 року.  

## Звільнення
У березні 2023 року TriStar Pictures придбала права на фільм.  День подяки вийшов у США 17 листопада 2023 року.  Фільм вийшов в Індії під назвою «Кривавий день подяки».  Його було випущено на цифрових платформах 19 грудня 2023 року, а 30 січня 2024 року відбувся реліз на Blu-ray і DVD  Фільм почав транслюватися на Netflix 17 лютого 2024 року. 

## Рецепція

### Каса
День подяки зібрав 31,9 мільйона доларів у Сполучених Штатах і Канаді та 14,6 мільйона доларів на інших територіях, а в усьому світі – 46,6 мільйона доларів.  
У Сполучених Штатах і Канаді «День подяки» вийшов разом із «Next Goal Wins», «Trolls Band Together» і «The Hunger Games: The Ballad of Songbirds & Snakes» і, за прогнозами, зібрав 12–15 мільйонів доларів у 3204 кінотеатрах у перші вихідні.   У перший день фільм заробив 3,8 мільйона доларів, у тому числі 1 мільйон доларів від попереднього перегляду ввечері в четвер. Пізніше він дебютував із 10,4 мільйонами доларів, зайнявши четверте місце в касових зборах.  Фільм заробив 7,2 мільйона доларів за другий вікенд (зниження на 31%), фінішувавши на п’ятому місці.  Тоді він заробив 2,6 мільйона доларів за третій вихідний.  Повторний прокат фільму відбувся в 511 кінотеатрах США в останні вихідні січня 2024 року 

### Критична відповідь
На  обговорення агрегаторів Rotten Tomatoes 84% з 151 критиків мають позитивні відгуки, середній рейтинг - 6,8/10. У консенсусі сайту пише: "Споєднуючи гумор з гумаром, що перевершує животі,  є святом для любителів мельниць".  Metacritic, який використовує вимірений середній, надав фільму оцінку 63 з 100, заснована на 34 критиках, що вказує на "зазвичай сприятливі" відгуки.  Зверталася до цього питання з боку CinemaScore, яка дала фільм середній бал "B−" на шкалі від A+ до F, а ті, хто був оціновлений PostTrak, дали йому 73% загального позитивного оцінки.
Оуен Глейберман з Variety написав: «День подяки відповідає правилам жанру слешер, але він має більш заряджену та розважально гіперболічну атмосферу, ніж у цих фільмах».  Френк Шек завершив свою позитивну рецензію словами: «Іноді можна відчути, що День подяки надто сильно напружується, щоб отримати культовий статус, який він навряд чи досягне. Але можна посперечатися, що фільм розповсюджуватиметься, як індичка, на кабельних каналах і в потокових сервісах. для багатьох Днів Подяки, що прийдуть».  Г. Аллен Джонсон ' The San Francisco Chronicle дав фільму оцінку один з чотирьох і написав: « День подяки міг би бути чудовим фільмом жахів. Натомість це один із тих, де, якщо ви бачили трейлер, ви» я бачив фільм". 

## Продовження
У листопаді 2023 року Рот оголосив на своїй сторінці в Instagram, що сиквел отримав дозвіл на вихід у 2025 році.  У серпні 2024 року Рот заявив, що він і співавтор сценарію Джефф Рендел «ось-ось передадуть» студії остаточний сценарій, і очікується, що Еддісон Рей повернеться в ролі її персонажа Габі. 

## Дивіться також
- Список святкових фільмів жахів